# Tepatitlán de Morelos
Tepatitlán de Morelos är en ort i Mexiko.   Den ligger i kommunen Tepatitlán de Morelos och delstaten Jalisco, i den centrala delen av landet, 400 km väster om huvudstaden Mexico City. Tepatitlán de Morelos ligger 1 825 meter över havet och antalet invånare är 83 694.
Terrängen runt Tepatitlán de Morelos är varierad. Runt Tepatitlán de Morelos är det ganska tätbefolkat, med 86 invånare per kvadratkilometer. Tepatitlán de Morelos är det största samhället i trakten. I omgivningarna runt Tepatitlán de Morelos växer huvudsakligen savannskog.